# El Terrero, León
El Terrero är en ort i Mexiko.   Den ligger i kommunen León och delstaten Guanajuato, i den centrala delen av landet, 300 km nordväst om huvudstaden Mexico City. El Terrero ligger 1 779 meter över havet och antalet invånare är 208.
Terrängen runt El Terrero är en högslätt. Runt El Terrero är det tätbefolkat, med 257 invånare per kvadratkilometer. Närmaste större samhälle är León de los Aldama, 19,9 km norr om El Terrero. Trakten runt El Terrero består till största delen av jordbruksmark.